# Isekai One Turn Kill Nee-san
Isekai One Turn Kill Nee-san: Ane Dōhan no Isekai Seikatsu Hajimemashita (異世界ワンターンキル姉さん〜姉同伴の異世界生活はじめました〜 lit. Un turno mata a la hermana en otro mundo: Empecé a vivir en otro mundo con mi hermana mayor?), conocida como My One-Hit Kill Sister en inglés, es una serie de novelas web japonesas escritas por Konoe. Comenzó a serializarse en línea en diciembre de 2019 en el sitio web de publicación de novelas generadas por usuarios Shōsetsuka ni Narō. Aún no se ha publicado ninguna versión impresa de la serie de novelas.
Una adaptación a manga con arte de Kenji Taguchi se publicó a través del sitio web Sunday Webry, así como en la revista de manga seinen Gekkan Sunday Gene-X de Shōgakukan desde el 6 de marzo de 2020 hasta julio de 2023, y se ha recopilado en doce volúmenes tankōbon'.
Una adaptación a serie de anime producido por Gekkō se emitió entre abril y junio de 2023.

## Sipnosis
Asahi Ikusaba es un estudiante de secundaria que se perdió y terminó en otro mundo. Tiene conocimiento de videojuegos y mundos de fantasía, pero es débil y no tiene habilidades de "cheat magician". Encuentra a su hermana mayor Maya en el otro mundo, y ella tiene la habilidad más fuerte del "cheat magician" y también tiene un complejo de hermano.

## Personajes
Asahi Ikusaba (軍場 朝陽 Ikusaba Asahi?)
 Seiyū: Yuki Sakakihara, Erick Padilla (español latino)
Un estudiante de secundaria cuya conciencia fue desplazada a otro mundo después de ser atropellado por un automóvil fuera de control. Poco después de su llegada, trató de establecerse como un aventurero, solo para descubrir que no tiene un nivel superalto ni superpoderes. Cuando Maya lo sigue al otro mundo, él se siente abrumado tanto por sus habilidades paradójicamente superiores como por su extremo afecto por él. A pesar de que Maya hace todo el trabajo, Asahi termina siendo aclamado como el héroe.
Maya Ikusaba (軍場 真夜 Ikusaba Maya?)
 Seiyū: Haruka Shiraishi, Vicha Punk (español latino)
La hermana mayor marimacho de Asahi que tiene un complejo de hermano obsesivo, que a menudo deriva en un tema más sexual. Después del accidente de su hermano, se golpeó la cabeza contra una pared, perdió el conocimiento y se encontró en el mismo otro mundo que él. A su llegada, su deseo de proteger a Asahi le otorgó tremendas habilidades físicas y mágicas para hacer trampa, y ella se convierte en su silenciosa compañera de aventuras, que mantiene sus habilidades en secreto a la vista del público. Ella fácilmente toma este arreglo y la fama resultante de Asahi con calma, ya que su única preocupación en la vida es mantenerlo a salvo.
Kilmaria (キルマリア Kirumaria?)
 Seiyū: Ami Koshimizu, Jennifer Medel (español latino)
Una poderosa general del ejército del Rey Demonio. Le encantan los desafíos para sus habilidades, pero por lo general se encuentra demasiado poderosa para la mayoría de los oponentes. Después de encontrarse con Asahi por casualidad, y tratar de destruirlo sobre la base de su creciente reputación heroica, encuentra a su rival en la sobreprotectora Maya.
Tanya (ターニャ Tānya?)
 Seiyū: Rio Tsuchiya, Karla Tovar (español latino)
Una empleada del gremio de aventureros en la ciudad de Epihaneia en el reino de Caesario, el dominio en el que terminan Asahi y Maya. Rápidamente se convierte en la mayor admiradora de Asahi después de "sus" primeros éxitos aventureros y al parecer desarrolla sentimientos hacia él.
Sophie (ソフィ Sofi?)
 Seiyū: Azumi Waki
Gloria (グローリア Gurōria?)
 Seiyū: Sora Tokui
Kuon (クオン?)
 Seiyū: Konomi Kohara
Siegfried (ジークフリート Jīkufurīto?)
 Seiyū: Yuma Uchida, Omar Sánchez (español latino)

## Contenido de la obra

### Manga
Isekai One Turn Kill Nee-san es escrito por Konoe, quien comenzó a serializarlo en línea como una novela web el 28 de diciembre de 2019 en el sitio de publicación de novelas generadas por usuarios Shōsetsuka ni Narō. Hasta el momento no se ha publicado una versión impresa de la novela.
Una adaptación a manga con arte de Kenji Taguchi comenzó a publicarse en línea a través del sitio web Sunday Webry de Shōgakukan desde el 6 de marzo de 2020, así como en la revista de manga seinen Gekkan Sunday Gene-X desde el 17 de abril del mismo año. Shōgakukan está recopilando sus capítulos en volúmenes tankōbon individuales.
El primer volumen se lanzó el 10 de junio de 2020, y el volumen final se publicó el 28 de julio de 2023. Cuenta con 12 volúmenes en total.
| Volúmenes de manga publicados | Volúmenes de manga publicados | Volúmenes de manga publicados |
| Número                        | Fecha de publicación          | ISBN                          |
| ----------------------------- | ----------------------------- | ----------------------------- |
| 1                             | 10 de junio de 2020           | ISBN 9784098501922            |
| 2                             | 12 de noviembre de 2020       | ISBN 9784098503186            |
| 3                             | 12 de marzo de 2021           | ISBN 9784098504664            |
| 4                             | 12 de mayo de 2021            | ISBN 9784098505678            |
| 5                             | 12 de agosto de 2021          | ISBN 9784098506811            |
| 6                             | 12 de noviembre de 2021       | ISBN 9784098507733            |
| 7                             | 11 de marzo de 2022           | ISBN 9784098510191            |
| 8                             | 12 de agosto de 2022          | ISBN 9784098512133            |
| 9                             | 12 de enero de 2023           | ISBN 978-4-09-851526-4        |
| 10                            | 12 de abril de 2023           | ISBN 978-4-09-852024-4        |
| 11                            | 12 de junio de 2023           | ISBN 978-4-09-852093-0        |
| 12                            | 12 de septiembre de 2023      | ISBN 978-4-09-852840-0        |

### Anime
El 11 de marzo de 2022, se anunció una adaptación al anime al lanzarse el séptimo volumen del manga. Más tarde se confirmó que era una serie animada por el estudio Gekkō y dirigida por Hiroaki Takagi, con Yōhei Kashii a cargo de los guiones de la serie, Yūji Hamada diseñando los personajes y Kenichi Kanagawa diseñando los monstruos. Se estrenó el 8 de abril de 2023 en Tokyo MX y otros canales. El tema de apertura es «Karei One Turn» (華麗ワンターン?), interpretado por TrySail, mientras que el tema de cierre es «Mukyū Platonic» (無窮プラトニック?), interpretado por VALIS. El 6 de agosto de 2022, durante su panel de la industria en Crunchyroll Expo, Crunchyroll anunció que obtuvo la licencia de la serie fuera de Asia.
El 22 de marzo de 2023, Crunchyroll anunció que la serie había recibido un doblaje en español latino, la cual se estrenó el 28 de abril.